# Ted Turner
Robert Edward "Ted" Turner III (n. 19 noiembrie 1938, Cincinnati, Ohio) este un magnat al media american și filantrop. Este mai bine cunoscut pentru că a fondat TBS și CNN, pentru căsătoria sa cu Jane Fonda, ca și pentru suma de un miliard de dolari donată Organizației Națiunilor Unite.
Imperiul mediatic al lui Turner a început cu afacerea panourilor publicitare a tatălui său, de care s-a ocupat de la vârsta de 24 de ani, după sinuciderea acestuia.
După cumpărarea unei stații de UHF, din Atlanta, în 1970, a început construirea "Turner Broadcasting System". Cable News Network. A revoluționat media de informație, reușind să transmită practic în direct dezastrul navetei spațiale Challenger, în 1986, și cele mai importante momente din Războiul din Golf în 1991.

## Filmografie

### ca producător
- 1985 : Starrcade (video)
- 1989 : NWA Halloween Havoc (video)
- 1990 : Capital Combat (video)
- 1990 : Halloween Havoc (video)
- 1990 : Starrcade (vido)
- 1991 : WCW Worldwide Wrestling (serie TV)
- 1991 : WCW Saturday Night (serie TV)
- 1992 : WCW Beach Blast (video)
- 1996 : WCW Uncensored (video)
- 1996 : WCW Bash at the Beach (video)
- 1996 : Halloween Havoc (video) (TV)
- 1997 : WCW World War III (video)
- 1998 : WCW Thunder (serie TV)
- 1998 : WCW/NWO Superstar Series: Diamond Dallas Page - Feel the Bang! (video)
- 1998 : WCW Superbrawl VIII (TV)
- 1998 : WCW Fall Brawl (video)
- 1998 : WCW World War III (video)
- 1999 : WCW Souled Out (video)
- 1999 : WCW Road Wild '99 (video)
- 1999 : Starrcade (video)
- 2000 : WCW New Blood Rising (video)
- 2003 : Gods and Generals

### ca actor
- 1985 : Match à deux (The Slugger's Wife) : Darryl Fan
- 1993 : Gettysburg : Col. Waller T. Patton
- 2003 : Gods and Generals : Col. Tazewell Patton